# Cendres (film)
Pour les articles homonymes, voir Cendres.
Pour plus de détails, voir Fiche technique et Distribution.
Cendres (titre original : Popioły) est un film polonais réalisé par Andrzej Wajda, sorti en 1965. 
C'est l'adaptation du roman du même nom de Stefan Żeromski publié en 1904. Il fait partie de la sélection officielle au Festival de Cannes 1966.

## Synopsis
Le film se déroule pendant les guerres napoléoniennes.

## Fiche technique
- Titre original : Popioły
- Titre français : Cendres
- Réalisation : Andrzej Wajda, assisté d'Andrzej Zulawski
- Scénario : Aleksander Ścibor-Rylski d'après le roman de Stefan Żeromski
- Pays d'origine : Pologne
- Format : noir et blanc - 35 mm - 2,35:1 - mono
- Genres : drame, guerre
- Durée : 234 minutes
- Date de sortie : 1965

## Distribution
- Daniel Olbrychski : Rafal Olbromski
- Boguslaw Kierc : Krzysztof Cedro
- Piotr Wysocki : Jan Gintult
- Beata Tyszkiewicz : la princesse Elzbieta
- Pola Raksa : Helena de With
- Wladyslaw Hancza : le père de Rafal
- Jan Swiderski : le général Sokolnicki
- Jan Koecher : le général de With
- Zbigniew Sawan : le père de Krzysztof
- Józef Duriasz : Piotr Olbromski
- Zbigniew Józefowicz : Michcik
- Janusz Zakrzenski : Napoléon Bonaparte
- Józef Nalberczak : le soldat errant
- Stanislaw Zaczyk : Józef Poniatowski
- Zofia Saretok : la tante d'Helena
- Stanisław Mikulski : soldat